# Adriana Muñoz D'Albora
Adriana Blanca Cristina Muñoz d'Albora (Santiago, 25 de setembro de 1948) é uma socióloga e política chilena que atua como membro do Senado do Chile, representando o 4.º distrito eleitoral da região de Coquimbo. Anteriormente, ela atuou como presidente do Senado do Chile.

## Primeiros anos e educação
Adriana Blanca Cristina Muñoz d'Albora nasceu em Santiago em 25 de setembro de 1948. Ela é a mais velha de cinco filhos de uma família cristã. Seu pai era dono de uma loja e sua mãe era dona de casa. Concluiu o ensino médio em 1965 na Escola Religiosa Passionista Jesús de Nazareno, antes de estudar sociologia na Universidade do Chile em Santiago de 1966 a 1968. Seus professores incluíam Clodomiro Almeyda e ela disse mais tarde que "se tornou marxista intelectualmente". Muñoz ingressou no Partido Socialista do Chile em 1967 e foi eleita delegada da Federação Estudantil da Universidade do Chile. Ela se tornou trotskista e viajou para Cuba em 1969, retornando para “trabalhar duro pela revolução”. Ela disse: "estávamos tentando radicalizar o partido por dentro (...) [estávamos] tentando redistribuir a riqueza (...) tivemos tempo para refletir no exílio sobre como estávamos fora de contato com a sensação de segurança que os chilenos prezam e como eles se sentiam ameaçados por nossos grandes esquemas."

## Exílio na Áustria
Muñoz trabalhou na Corporação de Reforma Agrária e no Programa de Formação Rural de 1971 a 1973. Aos 22 anos de idade, ela era subsecretária do Departamento de Agricultura do governo Allende. Posteriormente, ela disse que foi “engolida” pela intensidade da militância partidária e “alheia aos riscos”.
Após o golpe de 1973, Muñoz exilou-se com o marido e o filho pequeno em Viena, onde viveu até 1982. Enquanto estava na Áustria, completou o mestrado em sociologia e iniciou o doutorado em ciência política e sociologia na Universidade de Viena. Foi investigadora do Projeto Áustria no Sistema Económico Internacional no Luxemburgo.

## Retorno ao Chile
Muñoz voltou ao Chile em 1982, vendendo cartazes na loja de seu irmão por quase dois anos. Acabou se tornando pesquisadora em diversos projetos do Centro de Estudos da Mulher (CEM). Em 1987, fundou o Instituto da Mulher. Na década de 1990, foi consultora da Comissão Econômica das Nações Unidas para a América Latina e o Caribe e da Fundação IDEAS para o progresso, e assessora da Secretaria Geral do Ministério do governo chileno. Entre 1997 e 1999, foi vice-presidente do Colégio de Sociólogos do Chile.
Após seu retorno do exílio, Muñoz trabalhou com Ricardo Nuñez para reconstruir o Partido Socialista e em 1986 liderou a reconstituição da Federação de Mulheres Socialistas, da qual foi presidente de 1988 a 1990. Participou da fundação do Partido para a Democracia (PPD) em 1987 e foi vice-presidente do PPD de 1991 a 1992, de 2000 a 2002 e novamente de 2009 a 2010.

### Carreira política
Muñoz foi eleita para a Câmara dos Deputados do Chile representando o PPD para o 16.° Distrito em 1989. Em 1991, ela apresentou um projeto de lei para descriminalizar o aborto, mas este morreu na comissão sem debate. Ela presidiu o Comitê Trabalhista de 1990 a 1993. Ela concorreu à reeleição em 1993, mas foi derrotada, devido em parte à falta de apoio de seu próprio partido depois que o candidato presidencial mais conservador, José Piñera, concentrou parte de sua campanha em atacá-la por sua iniciativa de aborto. Posteriormente, ela refletiu que também não conseguiu se conectar e se comunicar bem com seu distrito.
De 1993 a 1997, Muñoz trabalhou sob o comando de José Joaquín Brunner como elemento de ligação entre o Executivo e o Congresso. Muñoz foi eleita deputada pelo 9.° Distrito (parte da Região Metropolitana de Santiago) em dezembro de 1997 e foi vice-presidente da Câmara de 11 de março a 8 de outubro de 1998. Ela foi autora de projetos de lei sobre violência intrafamiliar, assédio sexual e reforma constitucional. Foi reeleita em dezembro de 2001, e de 11 de março de 2002 a 13 de março de 2003 foi presidente da Câmara, a primeira mulher no cargo. Em 2002, ela apoiou a proposta de legalização do divórcio. Mais tarde naquele ano, ela disse: "O país tem medo do debate. Ou nós, como a esquerda derrotada, temos medo de sermos considerados mais uma vez um acréscimo à divisão e à destruição. Há um trauma muito forte dentro de nós."
Muñoz foi reeleita novamente nas eleições de dezembro de 2009 para um quarto mandato representando o 9.° Distrito. Nas eleições de novembro de 2013, Muñoz foi eleita candidata do PPD ao Senado pelo quarto distrito eleitoral, representando a Região de Coquimbo. Em 7 de julho de 2015, tornou-se a primeira mulher vice-presidente do Senado, ocupando o cargo até março de 2016. Ela foi considerada uma das "legisladoras feministas mais ativas do país".
Em 17 de março de 2020, Muñoz foi eleita presidente do Senado com 22 votos a 14 sobre Carmen Gloria Aravena, do Chile Vamos. Ela é a segunda mulher a ocupar o cargo depois de Isabel Allende. Foi feito um acordo entre os partidos de que a presidente seria membro do PPD, e seu colega Felipe Harboe recusou a indicação para o cargo devido à necessidade de maior igualdade de gênero e participação feminina, dizendo "Será uma honra para mim continuar trabalhando pela paridade, comprometendo-me a trabalhar pela defesa dos direitos das mulheres." Muñoz defende a igualdade de gênero.
Muñoz apoia o esforço para mudar a Constituição do Chile. Após os protestos de outubro de 2019, Muñoz anunciou a criação de uma Comissão Verdade, Justiça e Reparação, criticando o governo por confundir manifestação pacífica com vandalismo. A ex-presidente do Tribunal Constitucional, Marisol Peña, criticou Muñoz por "populismo legislativo", dizendo que estava disposta a ignorar a constituição pelo que as pessoas querem. Em outubro de 2020, Muñoz disse que mais de 800 pessoas foram detidas sem o devido processo durante mais de um ano após os protestos, embora este número tenha sido contestado. Muñoz disse que condena a violência, mas não o protesto social. Mas afirmou que não concordava com a antecipação das eleições, dizendo: “O presidente Piñera fez um mau governo, mas foi eleito pelo povo. Pertenço a uma geração que tem muito medo de colapsos institucionais”.

## Vida pessoal
Muñoz é divorciada e tem um filho. Ela se separou do marido durante o exílio na Áustria.

## Obras publicadas
- Muñoz, Adriana (1988). Fuera feminista y democracia: Utopía a realizar (em espanhol). Santiago: Centro de Estudios Económicos y Sociales
- Muñoz D'Albora, Adriana; Ramírez, Dora Cecilia; Luna, Lola G.; León, Magdalena; Ramírez Rodríguez, María Himelda; Roldán (1992). Género, clase y raza en América Latina: algunas aportaciones (em espanhol). [S.l.]: Seminario Interdisciplinar Mujeres y Sociedad, Universitat de Barcelona
- Muñoz D'Albora, Adriana (1996). «Mujer y política: complejidades y ambivalencia de una relación» (em espanhol). CEPAL
- Munoz D'Albora, Adriana; Wojciechowski Levine, Scarlett (1996). «La importancia de una ley de cuotas en Chile». Santiago: Fundación IDEAS (em espanhol)